# Antonín Věnceslav Truhelka
Antonín Věnceslav Truhelka, v chorvatském úzu Antun Truhelka (9. března 1834 Zbraslav – asi 13. června 1877 Osijek), byl český učitel žijící v Chorvatsku.

## Život
Narodil se v rodině zbraslavského učitele Václava Truhelky a jeho manželky Josefy Hessové. Studoval v Praze, kde se setkal s Chorvaty studujícími na pražském ústavu Budeč. Na pozvání bána Jelačiče odešel s dalšími dvěma českými učiteli v roce 1854 do dnešního Chorvatska (tehdy autonomní Království chorvatsko-slavonské), Prvním působištěm byla Virovitice, poté zakotvil v Osijeku, kde poznal maďarskou Němku Mariu Schön, s níž se oženil. Společně se snažili naučit chorvatsky, aby v jazyce nové vlasti mohli vychovávat své děti, syna Ćira (1865–1942), dceru Jagodu (1864–1957) a syna Dragoše. 
Dcera Jagoda se stala učitelkou a byla po ní nazvána jedna z osijeckých základních škol, Osnovna škola "Jagoda Truhelka". Syn Ćiro se stal archeologem, syn Dragoš vojákem z povolání. 
Po smrti Antona Věnceslava se rodina odstěhovala do Záhřebu.

## Dílo
Anton Truhelka je autorem knihy Filigránek, kamarád všech, jež se rádi smějí a jsou veselí (1854 pod pseudonymem A. V. Truhelkovský). Stal se také spoluzakladatelem Chorvatského literárního a pedagogického svazu.
V Osijeku vydával okolo roku 1860 v chorvatštině časopis pro mládež Cviet a plod.